# Гладун, Вадим Иванович
Вади́м Ива́нович Гладу́н (укр. Вадим Іванович Гладун; 21 апреля 1937, Киев — 5 марта 2024) — советский баскетболист, чемпион Европы. Заслуженный мастер спорта СССР (1967). Заслуженный тренер Украинской ССР (1987).
Окончил Киевский ГИФК.

## Биография
Родился 21 апреля 1937 года в селе Западинка Киевской области (в настоящее время — микрорайон Киева). Воспитанник Владимира Заморского.
Чемпион СССР 1966/67 и неоднократный призёр первенств. Победитель Спартакиады 1967. Серебряный (1963, 1965, 1966) и бронзовый (1962, 1964, 1970) призёр чемпионатов СССР.
Бронзовый призёр чемпионата мира (1963). Чемпион Европы (1963). Победитель Всемирных Универсиад (1959, 1961).
После завершения карьеры возглавлял киевский клуб «Строитель» (1974—1978) и привёл его к серебряным медалям чемпионата страны 1976/77. Был государственным тренером Спорткомитета Украинской ССР в начале 1980-х гг.
С 1978 года работал преподавателем Киевского спортивного лицея-интерната. Среди его воспитанников — олимпийский чемпион Валерий Гоборов.
Скончался 5 марта 2024 года в возрасте 86 лет после сердечного приступа.